# Polana tropica
Polana tropica är en insektsart som beskrevs av Delong och Triplehorn 1979. Polana tropica ingår i släktet Polana och familjen dvärgstritar. Inga underarter finns listade i Catalogue of Life.